# Kuusamo
Kuusamo er en finsk by i det nordøstlige Finland med knap 17.000 indbyggere. Udenfor byens centrum, hvor der bor omkring 11.000 mennesker, er Kuusamo området yderst sparsomt beboet. Kommunens dækker et område om 5.805 km². På grund af sin natur og på grund af skisportscentret Ruka er Kuusamo et af de vigtigste turistcentre i Finland med omkring 1 mio. besøgende årligt. I udlandet er byen kendt som hjemsted for vintersportsbegivenheder indenfor skihop, langrend og nordisk kombineret.

## Geografi

### Placering og udstrækning
Kuusamo ligger i den østlige del af landskabet Pohjois-Pohjanmaa (Norra Österbotten), som er en del af provinsen Nordfinland, ved grænsen til Rusland. Nabokommunerne er Suomussalmi mod syd, Taivalkoski og Posio mod vest, Salla mod nord og på den russiske side Pjaosjorski i øst. Den nærmeste større by er Rovaniemi 192 km mod nordvest og Oulu 215 km mod sydvest. Der er 796 km til hovedstaden Helsinki.
Af det samlede areal på 5.805 km² er 801 km² vandområder. Kuusamo kommune er således på størrelse med Vendsyssel, Thy og Mors tilsammen. Det meste af området er dækket af skov. Udover byen Kuusamo omfatter kommunen følgende landsbyer: Alakitka, Heikkilä, Hiltunen, Irni, Jokilampi, Kallunki, Kantokylä, Kemilä, Kero, Kesäniemi, Kiitämäjärvi, Koskenkylä, Kuolio, Kurvinen, Kärpänkylä, Käylä, Lämsänkylä, Maaselänkylä, Murtovaara, Poussu, Puutteenkylä, Rukajärvi, Määttälänvaara, Soivio, Suorajärvi, Tammela, Teeriranta, Törmäsenvaara, Vasaraperä, Virrankylä, Vuotunki, Lehto og Kiviperä.

### Natur
Geografisk tilhører Kuusamo det finske bakkeland (Vaara-Suomi), som her allerede går over i det for Lapland typiske fjeldlandskab. Byområdet ligger på en højslette i omkring 250 meters højde, hvorfra vandet flyder i 5 retninger. I kommunen ligger der talrige bakker og fjelde, som rager over skovgrænsen, der er lav så højt mod nord. De højeste punkter er Valtavaara (492 m), Kuntivaara (481 m), Iivaara (469 m) samt Rukatunturi (462 m) med skisportsstedet Ruka.
90 % af landområdet i Kuusamos er klædt i skov. Fyrretræer udgør 70%, gran 20% og løvtræer 10%.
. 801 km², eller 14% af områder et dækket af vand. De største af de 166 søer er Joukamojärvi, Kiitämä, Kitka, Kurkijärvi, Kuusamojärvi, Muojärvi og Suininki. Floderne Oulankajoki, Kitkajoki, Kuusinkijoki og Pistojoki flyder mod øst til Hvidehavet, mend Iijoki flyder mod vest til den Botniske Bugt.
Den 270 km² store Oulanka nationalpark ligger i kommunen og nabokommunen Salla. Landskabet beherskes af fyrreskovene, Oulankajoki floden og dens bifloder med sandbanker og strømfald. I den nordlige del er der udstrakte sumpe. I vildmarken lever der 30 slags pattedyr og 120 fuglearter. Heriblandt kan nævnes brune bjørne, stenørne og havørne. Ulve og losser ser man sjældent. Ved Oulankajoki ligger strømfaldene ved Kiutaköngäs, Taivalköngäs, Jyrävä, Niskakoski og Myllykoski. I nærheden af den sydlige kommunegrænse ligger søen Julma Ölkky med op til 50 m høje klipper ved bredderne.

### Klima
I lighed med resten af Finland er klimaet middelkoldt med kontinentalt klima. Middeltemperaturen for året ligger på −0,3 °C, årsnedbøren er 525 mm. Den varmeste måned er juli med en middeltemperatur på +14,7 °C. Koldest er det i februar med −13,2 °C. Den laveste temperatur, som er målt i Kuusamo var −40,8 °C. Kuusamo er et af de områder, hvor der falder mest sne i Finland, nemlig i omkring 200 dage i året. Fra slutningen af oktober til midt i maj er jorden dækket af sne, som når en tykkelse på 80–90 cm erreicht.
Centrum i Kuusamo ligger omkring 60 km syd for polarcirklen. Fra 14. – 29. juni er der midnatssol. Fra september til februar er der i gennemsnit nordlys hver 3. nat.

## Historie

### Samisk bosættelse
Indtil i det 17. århundrede var Kuusamo området beboet af halvnomadiske samer. I den koldeste årstid boede de i vinterlandsbyerne Maanselkä og Kitka. Om foråret flyttede de ud til floderne, og om sommeren, når sneen på søerne var smeltet, bedrev de fiskeri og samlede bær og svampe. Om efteråret jagede de rener, bjørne og bævere. Udover jagt og fiskeri tjente samerne til livets ophold ved at drive pelshandel med finnerne ved den Botniske Bugt og karelerne ved Hvidehavet.
Som samisk område blev Kuusamo dengang regnet med til Kemi-Lapland. I princippet tilhørte området den svenske provins Västerbotten, men det svenske herredømme indskrænkede sig til inddrivelse af skatter. Samtidig blev området beskattet af Rusland.

### Svensk herredømme
Fra det 15. århundrede udnyttede også finner, som var bosat ved det nedre løb af Iijoki-floden fiskepladserne ved Kuusamos. De tog regelmæssigt nogle uger til Kuusamo, men da der ikke her, i modsætning til ved Iijoki var områder, som kunne levere hø til kvæget, grundlagde de ikke faste bosættelser. Først da den svenske stat i 1673 tilbød alle nybyggere i Lapland 15 års skattefrihed, begyndte nybyggere fra Savo og Kainuu at slå sig ned i Kuusamo. De drev svedjebrug og begyndte at rydde skoven med ild. Derigennem blev den samiske levevis, som fortrisvis beroede på jagt, truet. Den samiske befolkning blev indenfor få årtier assimileret blandt finnerne eller fortrængt. Allerede i 1718 var der i Kuusamo kun to samiske familier tilbage, og de var allerede gået over til at tale finsk.
Det første kirkesogn i Kuusamo blev grundlagt i 1685. I 1687 blev der bygget et provisorisk kapel, og i 1695 blev den første kirke bygget. Fra slutningen af det 17. århundrede begyndte man at kalde området Kuusamo efter søen Kuusamojärvi. Navnets oprindelse er uklar, det er dog muligt, at det er afledt af det samiske udtryk for "fyrreskov".
Den svensk-russiske grænse blev allerede i 1595 ved Freden i Tausina placeret øst for Kuusamo, men var i lang tid ikke klart fastlagt og åben. Den konstante tilflytning af nye borgere betød, at Kuusamo voksede jævnt gennem det 18. århundrede. I stedet for svedjebrug blev der i stedet tale om et landbrug med kvæg og rensdyravl. Omkring 1770 havde Kuusamo omkring 2.000 indbyggere. I 1775 blev Kuusamo udskilt fra Kemi-Lapland og lagt ind under den nye Oulu provins. På grund af det forøgede indbyggertal måtte der mellem 1797 og 1804 bygges en ny større kirke. I begyndelsen af det 19. århundrede havde man allerede passeret 3.000 indbyggere, men en hungersnød og en koppeepidemi året efter fik indbyggertallet til at falde.

### Russisk herredømme
I 1809 kom Kuusamo og resten af Finland under russisk herredømme. I den første halvdel af det 19. århundrede blev området flere gange ramt af hungersnød og epidemier. Efter den katastrofale misvækst i 1867 blev Kuusamo forskånet for større hungersnød, og befolkningstallet voksede konstant. I 1886 boede der allerede omkring 7.000 mennesker, og i 1894 8.000. På grund af skovbrugets fremkomst i slutningen af det 19. århundrede flyttede der arbejdskraft til området, så Kuusamo i 1910 nåede et indbyggertal på 10.500. I 1868 blev Kuusamo i forbindelse med en forvaltningsreform omdannet til en kommune.

### Efter uafhængigheden
Efter Finlands uafhængighed i 1917 blev grænsen til Rusland lukket, og Kuusamo blev afskåret fra sit bagland. Nu kunne der ikke længere fragtes tømmer fra Kuusamo til havnene ved Hvidehavet, hvilket betød et alvorligt tilbageslag for skovbruget. Også rensdyrerhvervet led under, at en del af bestanden var blevet på den forkerte side af grænsen. Indtil 1925 steg indbyggerantallet til 14.634, men året efter faldt det med omkring 2.000, da landsbyerne Posio og Suolijärvi blev udskilt af Kuusamo.
Ved begyndelsen af Vinterkrigen blev Kuusamo evakueret i december 1939 af frygt for en sovjetisk invasion. Ved Fredstraktaten i Moskva, som afsluttede Vinterkrigen i marts 1940, måtte Finland udover store dele af Karelen også afgive de østlige dele af Salla og Kuusamo til Sovjetunionen. Den afståede del af Kuusamo var på 1653 km² og omfattede landsbyerne Paanajärvi, Tavajärvi, Vatajärvi, Enojärvi, Pukari og Kenttikylä. De 2.100 indbyggere måtte flytte til andre dele af Kuusamo. Under Fortsættelseskrigen fra 1941–1944 var der udstationeret tyske soldater i Kuusamo. I september 1944 indgik Finland Våbenstilstanden i Moskva med Sovjetunionen. Det indgik i aftalen, at Finland skulle fjerne de tyske tropper fra sit territorium, hvilket udløste Laplandskrigen, og Kuusamo blev igen hurtigt evakueret. De tyske tropper trak sig hurtigt tilbage, men ødelagde inden da en stor del af byen, bl.a. brændte de kirkebyen ned.
I årene mellem 1945 og 1952 blev Kuusamo genopbygget. Frem til slutningen af 1960'erne steg indbyggertallet til næsten 21.000. Da behovet for arbejdskraft i landbruget faldt, begyndte folk også snart at flytte væk, en udvikling der er fortsat frem til i dag. Allerede i 1954 blev den første skipist anlagt på Ruka. Gennem udbygningen af Ruka til et skisportssted udviklede Kuusamo sig til et turistcenter. I år 2000 fik kommunen bystatus.